# Liberalni Republikanie

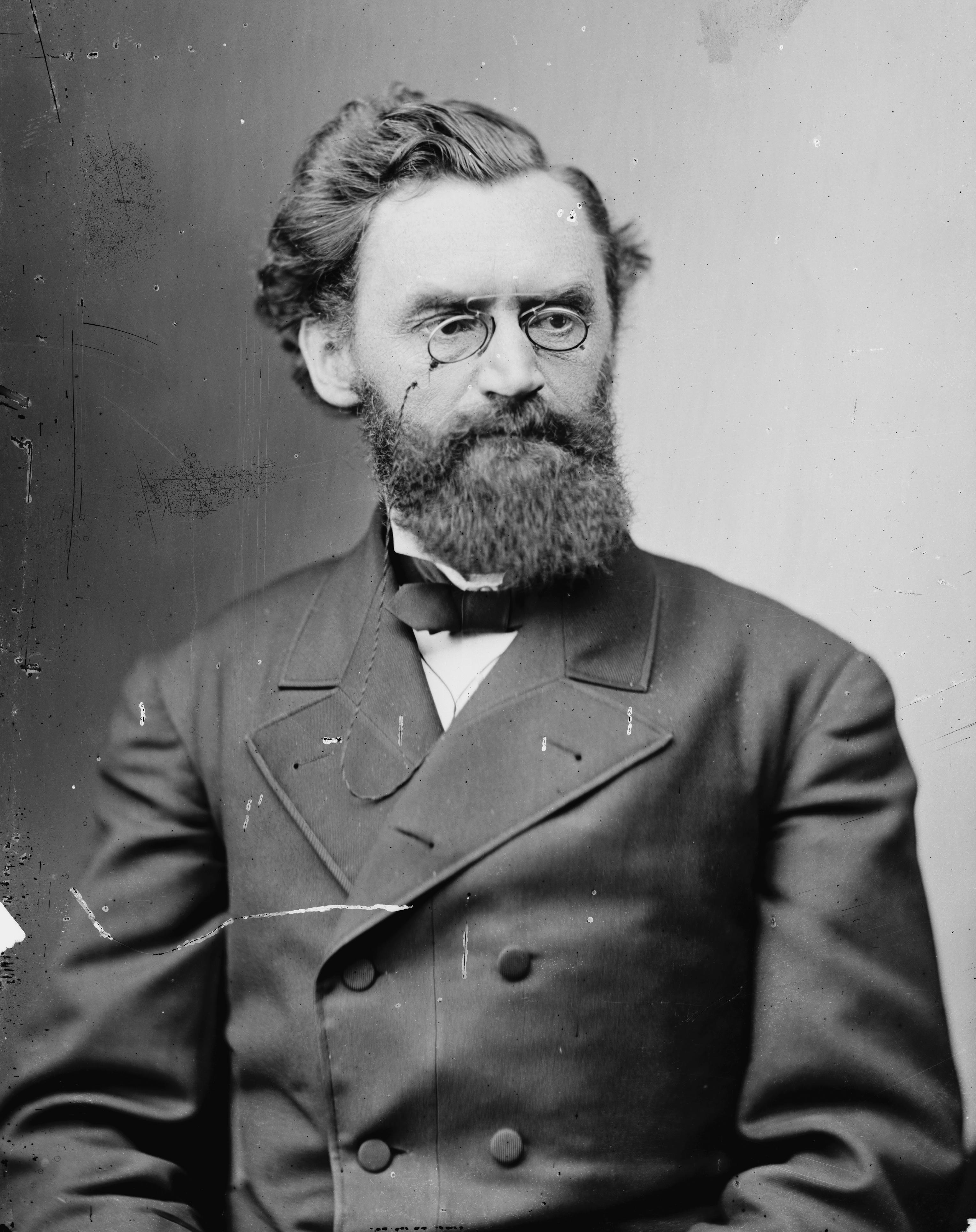
Carl Schurz, współzałożyciel Liberalnych Republikanów

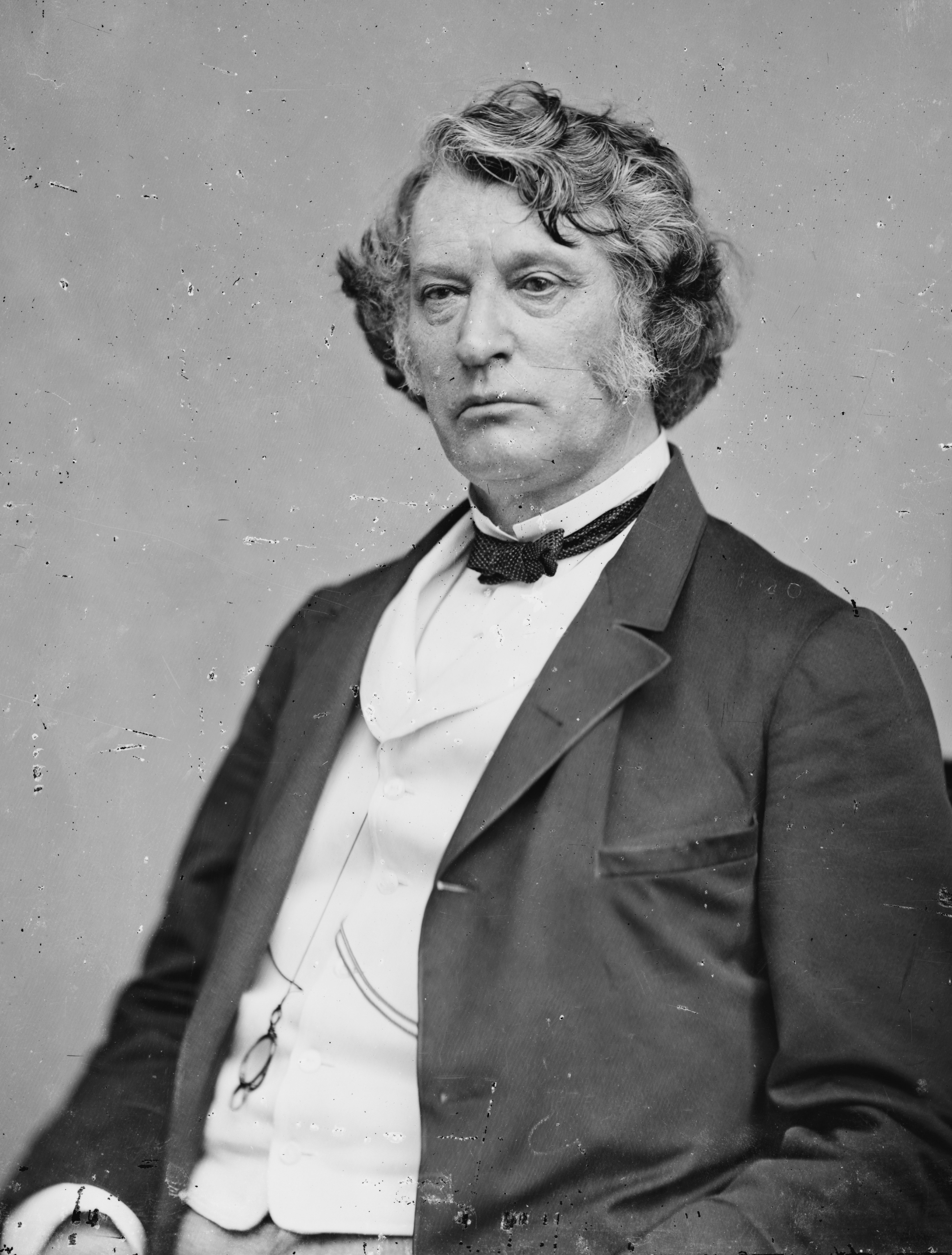
Charles Sumner, współzałożyciel Liberalnych Republikanów

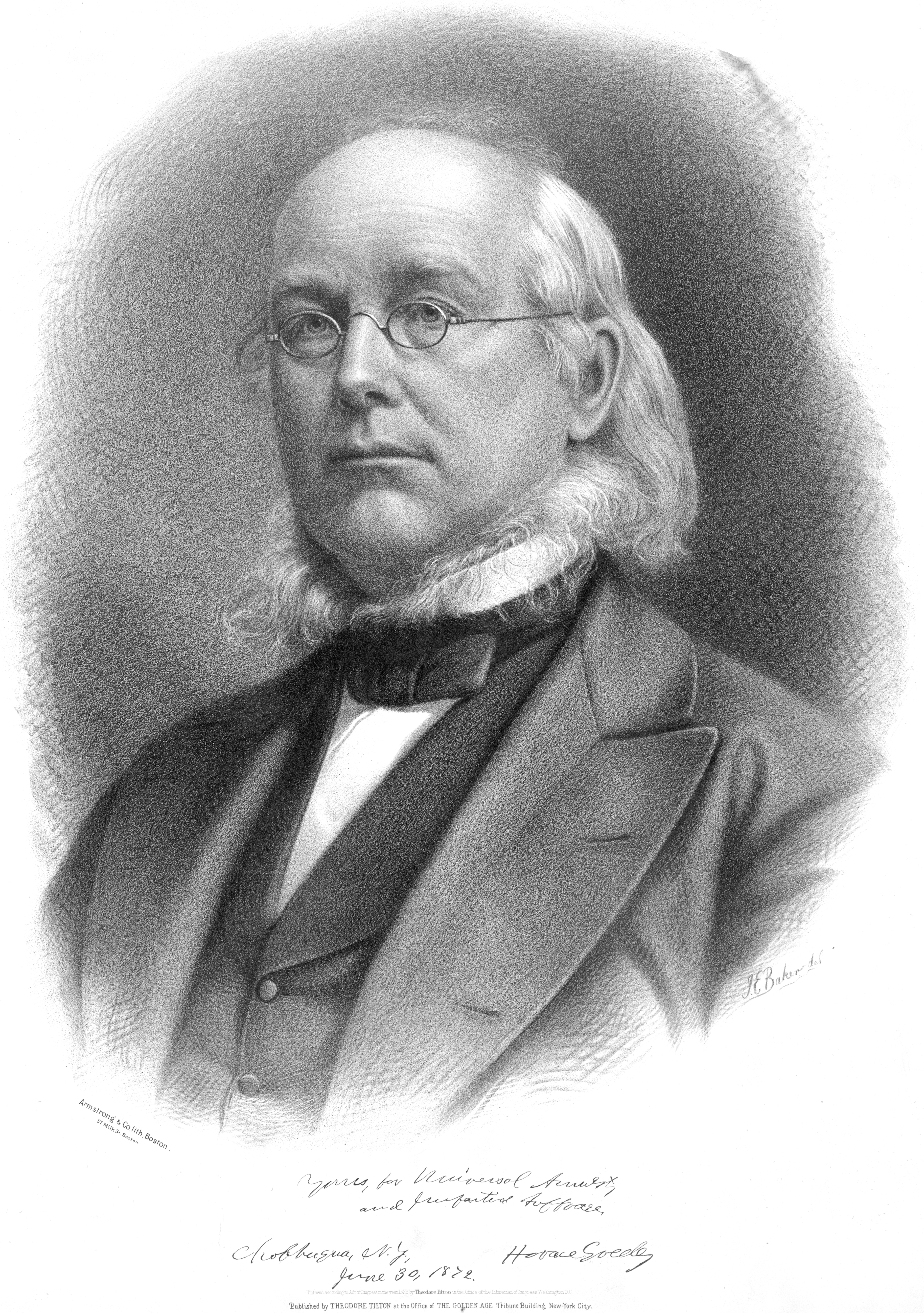
Horace Greeley, kandydat na prezydenta w 1872 roku

Liberalni Republikanie (ang. Liberal Republican Party) – frakcja wyłoniona z Partii Republikańskiej w Stanach Zjednoczonych, która przez pewien okres funkcjonowała jako oddzielna partia polityczna. Działalność Liberalnych Republikanów przypada na lata 1870–1872.

## Historia
Skrzydło liberałów w Partii Republikańskiej powstało na skutek bierności prezydenta Ulyssesa Granta wobec afer korupcyjnych w jego otoczeniu, które wyszły na jaw. W czasie jego pierwszej kadencji miał miejsce znaczny wzrost gospodarczy – ukończenie budowy kolei transkontynentalnej, rozwój przemysłu i rozdawanie ziemi osadnikom na zachodzie kraju. Jednakże na Południu powstał Ku Klux Klan, który prześladował Afroamerykanów. Jednocześnie w partiach politycznych przywództwo objęła grupa bossów. Okoliczności te spowodowały spadek poparcia dla republikanów i w wyborach do Kongresu w 1870 stracili oni 42 mandaty w Izbie Reprezentantów i 6 w Senacie. Senator Carl Schurz, będąc zaniepokojonym takim rozwojem sytuacji, zorganizował ruch Liberalnych Republikanów, mający nie dopuścić do reelekcji Granta. Z czasem dołączyli do niego Charles Sumner, Horace Greeley, David Davis, Gideon Welles i Charles Francis Adams.

## Działalność
Głównymi założeniami nowego ugrupowania było obniżenie taryf celnych, reforma administracji centralnej i bardziej koncyliacyjna postawa wobec konfederatów w ramach polityki rekonstrukcji kraju. W maju 1872 roku w Cincinnati odbyła się konwencja partyjna liberalnych republikanów, na której nominowano Greeleya jako kandydata w wyborach prezydenckich. W programie wyborczym znalazły się także hasła o powszechnym opodatkowaniu i wolnym handlu. Trzy miesiące później Partia Demokratyczna, nie mogąc wybrać własnego kandydata, udzieliła wsparcia Greeleyowi. Jego współkandydatem na wiceprezydenta został Benjamin Gratz Brown. Ponieważ jednak Greeley zmarł trzy tygodnie po wyborach powszechnych, 66 członków Kolegium Elektorskiego, którzy zamierzali na niego zagłosować, oddało głosy na innych kandydatów. Grant odniósł znaczne zwycięstwo dzięki konserwatywnemu i tradycjonalistycznemu elektoratowi, a także wysokiemu poziomowi koniunktury gospodarczej. Wobec tych wydarzeń ruch liberałów rozpadł się krótko po wyborach.
| Wybory prezydenckie | Kandydat       | Głosy powszechne | Głosy elektorskie |
| ------------------- | -------------- | ---------------- | ----------------- |
| 1872                | Horace Greeley | 2 834 761        | 3                 |

| Wybory do Izby Reprezentantów | Liczba mandatów |
| ----------------------------- | --------------- |
| 1870                          | 2               |
| 1872                          | 4               |

| Wybory do Senatu | Liczba mandatów |
| ---------------- | --------------- |
| 1870             | 1               |
| 1872             | 7               |